# Naratów
Naratów – wieś w Polsce położona w województwie dolnośląskim, w powiecie górowskim, w gminie Niechlów.

## Nazwa
Dawna (niemiecka) nazwa wsi brzmiała Narten.

## Podział administracyjny
W latach 1975–1998 miejscowość administracyjnie należała do województwa leszczyńskiego.

## Położenie
Przez wieś przebiega droga wojewódzka nr 305.

## Zabytki
Do wojewódzkiego rejestru zabytków wpisany jest obiekt:
- zespół pałacowy i folwarczny:
  - pałac, z 1735 r., przebudowany w 1900 r.
  - park, z drugiej połowy XIX w.
  - spichrz, z połowy XVIII w.
  - obora, z drugiej połowy XIX w.